# Dornier Do 11
Dornier Do 11 byl německý čtyřmístný dvoumotorový hornoplošník se zatahovacím podvozkem ostruhového typu.

## Vznik
Do 11 byl vyvinut z letounu Dornier Do F, který poprvé vzlétl v Altenrheinu 7. května 1932. Byl to jednoplošník s kovovou konstrukcí křídla potaženého plátnem a celokovovým trupem. Pohon zajišťovaly dva motory Bristol Jupiter, které se licenčně vyráběly u společnosti Siemens. Jednalo se o hvězdicové devítiválce chlazené vzduchem o maximálním výkonu 404 kW, opatřené Townendovým prstencem a pevnou dřevěnou čtyřlistou vrtulí Dornier. Pumovnice byla umístěna v trupu v úrovni křídla. Stroj splňoval všechny požadavky Fliegerstabu Reichswehrministeria a společnost Dornier tak obdržela objednávku na sériovou výrobu.

## Vývoj
Koncem roku 1933 vyjely z výrobních hal ve Friedrichshafenu první sériové stroje, nyní již označené Do 11 C. Od prototypu se odlišovaly pouze instalovanými pohonnými jednotkami Siemens Sh 22 B-2 po 478 kW s novými třílistými kovovými vrtulemi. Křídlo Do 11 C se však za určitých podmínek začínalo chvět a provádění zatáček s úhlem náklonu větším než 45° bylo velmi riskantní. Tyto vady vedly firmu Dornier k překonstruování konců křídla, což mělo přispět ke zlepšení letové stability.
Nové křídlo mělo zaoblené koncové oblouky, prodloužená křidélka a rozpětí zkrácené o 1,6 m. Výkony se zlepšily natolik, že byly objednány další inovované stroje označené Do 11 D. Výzbroj byla tvořena třemi pohyblivými kulomety MG 15 ráže 7,9 mm, umístěnými po jednom ve střelištích na přídi, na hřbetě trupu a pod trupem. Pumovnice pojala náklad pum do hmotnosti 1000 kg.
Dornier si uvědomoval slabé stránky Do 11 a již v roce 1932 začal pracovat na jeho vylepšené verzi, která byla vybavena zjednodušeným systémem zatahování podvozku, klapkami a křidélky typu Junkers. Prototyp označený Do 13 byl zalétán 13. února 1933, který následovaly další dva, Do 13b a Do 13c. Velká objednávka Do 11 tak byla změněna ve prospěch 222 sériových Do 13 C. Velký aerodynamický odpor chladičů jejich motorů BMW VI, které byly umístěny pod křídlem vně pohonných jednotek, negativně ovlivňoval výkony letounu. Tento problém se podařilo vyřešit až zmenšením čelního průřezu chladičů a jejich přemístěním na spodní stranu motorových gondol.

## Nasazení
V říjnu 1933 vydal nově založený Luftfahrtkommissariat rozkaz vytvořit pomocnou bombardovací eskadru, což byl základ budoucího německého bombardovacího letectva. Tato jednotka byla z důvodu utajení před Versailleskou smlouvou uváděna jako Dopravní inspekce Lufthansy. Od 1. listopadu 1933 začaly Německé říšské dráhy přepravovat náklady i vzdušnou cestou. Ve skutečnosti šlo o krytí pro nově vytvořenou bombardovací jednotku, díky které mohly Do 11 C provádět dálkové noční přelety.
První sériový Do 11 C v barvách Deutsche Reichsbahn byl poprvé představen 1. května 1934. Letoun měl demontovaná a zakrytovaná střeliště, v pumovnici byl nákladový prostor. Do 11 C zahájil pravidelné noční přelety se zbožím a poštou na trati Berlín-Gdaňsk-Königsberg. Každý Do 11 C Deutsche Reichsbahn byl vybaven množstvím beden, které se skladovaly v hangárech a obsahovaly přední části trupu, stanoviště bombometčíka, kruhová vedení, kulomety a pumové závěsníky. Umožňovalo to během krátké doby přestavbu transportního letounu na bombardér. Do 1. května 1934 tvořily vybavení pomocné eskadry tři stroje Do 11 C a 24 Ju 52/3m. Do konce roku se pak u Behelfskampfgeschwader nacházelo celkem 77 letounů Do 11 D.
První Do 13 C s dvanáctiválcovými vidlicovými motory BMW VI byly dodány na podzim 1934 a již v průběhu několika týdnů řada z nich havarovala v důsledku konstrukčních vad. Pro zbylé stroje pak platila řada letových omezení. Výroba byla zastavena až do provedení zásadních úprav konstrukce letounu. Tyto změny umožnily obnovení produkce pod novým označením Dornier Do 23.
Od podzimu 1935 začaly být letouny Do 11 D ve službách Luftwaffe nahrazovány stroji Do 23. Dále však byly používány v pilotních školách a jako transportní. V roce 1937 zakoupilo 12 kusů Do 11 D Bulharsko, kde se staly prvními bombardovacími letouny bulharského vojenského letectva.

## Specifikace (Do 11D)

### Technické údaje
- Osádka: 4
- Rozpětí: 28,00 m
- Délka: 18,64 m
- Výška: 5,4 m
- Plocha křídel: 111 m²
- Hmotnost prázdného letounu: 5928 kg
- Maximální vzletová hmotnost: 8215 kg
- Pohonná jednotka: 2 × devítiválcový hvězdicový motor Siemens-Halske Sh 22

### Výkony
- Maximální rychlost u země: 260 km/h
- Cestovní rychlost ve výšce 1000 m: 225 km/h
- Dolet: 960 km
- Doba výstupu do výšky 1000 m: 7 min
- Doba výstupu do výšky 3000 m: 36 min
- Dostup: 4000 m

### Výzbroj
- 3 × pohyblivý kulomet MG 15 ráže 7,92 mm
- max. 1 000 kg pum